# Йонас, Эмиль Иаков
Эмиль Якоб Йонас (нем. Emil Jacob Jonas; 14 июля 1824, Шверин — 6 января 1912, Шёнеберг) — немецкий писатель, писавший под псевдонимом Graf Löweubalk v. Hohenthal.
Учился в Гейдельберге и Бонне, получил степень доктора философии в Ростоке. Из-за политических преследований Йонас уехал в Данию, в 1851 г. получил датское гражданство, а через три года — чин советника. В 1867 г. писатель вернулся в Германию с женой-датчанкой.
Его работы:
- повести:
  - «Ein Berliner Don Juan»,
  - «Die Industrieritter von London», «Der Thronwechsel in Schweden-Norwegen» (1872),
- водевили:
  - «Unser Tangenichts» (1874)
- и целый ряд описаний путешествий и путеводителей (с иллюстрациями)
  - «Reisehandbücher für Schweden, Norwegen und Dänemark» (1886),
  - путеводители по Копенгагену (1886),
  - Финляндии (1886)
  - и др. странам;
- «Vollständige Geschichte des Deutsch-franz. Krieges. 1870—1871» (Берлин и Лейпциг, 1871).